# Сюзанна (фільм, 2013)
«Сюзанна» (фр. Suzanne) — французька кримінальна драма 2013 року французької режисерки Катель Кілевере.

## Сюжет
Молода тендітна жінка Сюзанна, у якої є син Чарлі, але немає чоловіка, живе разом з батьком далекобійником і сестрою Марією. Після смерті матері вдівець сам виховував дівчат, а коли Сюзанна народила Чарлі, вони разом виховують внука. Та життя Сюзанни різко змінюється після того, як вона закохується в Жульєна, якого манять легкі гроші. Сюзанна покидає свою сім'ю і їде з ним до Марселя, та незабаром опиняється в тюрмі.

## Ролі виконують
- Сара Форестьє — Сюзанна Меревська
- Адель Енель — Марія Меревська
- Франсуа Дам'єн — Ніколя Меревський, батько Сюзанни
- Поль Амі[fr] — Жульєн Бертельо
- Анна ле Ні[fr] — Ізабель Данвер, прийомна мати
- Лола Дуеньяс — Ірен
- Коріна Масьєро[fr] — Еліан, адвокат
- Карім Леклу — Вінс

## Нагороди
- 2013 Премія на Міжнародному кінофестивалі у Салоніках, (Греція):
  - Премія «Золотий Олександр» за найкращий повнометражний фільм — Катель Кілевере
  - Премія за найкращу головну жіночу роль — Сара Форестьє
  - Премія за спеціальні художні досягнення — Франсуа Дам'єн
- 2014 Національна кінопремія Франції «Сезар»:
  - за найкращу жіночу роль другого плану — Адель Енель[2]